# ماتیوس کانتاکوزنوس
 ماتیوس کانتاکوزنوس یا ماتئو کانتاکوزنوس با نام کامل ماتیوس آسانس کانتاکوزنوس (به یونانی: Ματθαίος Ασάνης Καντακουζηνός) (به انگلیسی: Matthew Kantakouzenos) (زادهٔ ۱۳۲۵ — درگذشتهٔ ۱۳۸۳ یا ۱۳۹۱) امپراتور روم شرقی (بیزانس) از ۱۳۵۳ تا ۱۳۵۷ بود.

## زندگی
ماتیوس فرزند امپراتور ژان ششم کانتاکوزنوس و ایرنه آسانینا بود. او از پدرش به‌هنگام درگیری با ژان پنجم پالایولوگوس حمایت کرد و در مقابل، بخش‌هایی از تراکیه در ۱۳۴۷ به او واگذار شد. پدرش سپس او را در ۱۳۵۳ به امپراتوری مشترک با خود منصوب نمود.
ماتیوس از قلمرو خود در تراکیه رهبری چندین نبرد علیه صرب‌ها را برعهده گرفت. با این حال ارتداد نیروهای کمکی ترک و پیوستن آنها به طرف مقابل سبب شد تا نقشهٔ او برای انجام حمله‌ای در ۱۳۵۰ عقیم بماند. ماتیوس در ۱۳۵۷ به‌دست دشمن اسیر شد و آنها او را تحویل امپراتور رقیب، ژان پنجم پالایولوگوس دادند. ژان او را مجبور به کناره‌گیری از قدرت نمود و پس از آن ماتیوس در ۱۳۶۱ به موریا رفت تا برادرش مانوئل کانتاکوزنوس را در حکومتش یاری نماید. با مرگ مانوئل در ۱۳۸۰ ماتیوس ادارهٔ موریا را تا زمان انتصاب فرماندار جدید آن تئودور یکم پالایولوگوس در ۱۳۸۱ و ورود او به موریا در ۱۳۸۲ برعهده گرفت.
ماتیوس پیش از انتقال کامل قدرت از خاندان کانتاکوزنوس به خاندان پالایولوگوس با کناره‌گیری از مقام خود قدرت را به پسرش دمیتریوس یکم کانتاکوزنوس منتقل ساخت. ماتیوس در ۱۳۸۳ یا ۱۳۹۱ درگذشت.